# Gare de Saint-Égrève-Saint-Robert
La gare de Saint-Égrève-Saint-Robert est une gare ferroviaire de la ligne de Lyon-Perrache à Marseille-Saint-Charles (via Grenoble). Elle est située à Saint-Robert, quartier de Saint-Égrève, commune de l'Isère située au nord de l'agglomération grenobloise.
Mise en service en 1857 par la Compagnie du chemin de fer de Saint-Rambert à Grenoble, avant qu'elle modifie son nom en Compagnie des chemins de fer du Dauphiné. Elle devient en 1863 une gare de la Compagnie des chemins de fer de Paris à Lyon et à la Méditerranée (PLM) puis est intégrée dans le réseau de la Société nationale des chemins de fer français (SNCF). En 2007, elle devient une halte de la SNCF, lors de la fermeture de son guichet.

## Situation ferroviaire
Établie à 202 mètres d'altitude, la gare de Saint-Égrève-Saint-Robert est située au point kilométrique (PK) 124,250 de la ligne de Lyon-Perrache à Marseille-Saint-Charles (via Grenoble) entre les gares ouvertes de Voreppe, s'intercale la gare fermée des chartreux, et Grenoble.

## Histoire

### Gare de la Cie d'origine puis du PLM
La gare de Saint-Égrève est mise en service le 10 juillet 1857, par la Compagnie du chemin de fer de Saint-Rambert à Grenoble lorsqu'elle ouvre au service au service, le deuxième tronçon de sa ligne, long de 33 kilomètres, à deux voies, de Saint-Rambert-d'Albon à une gare provisoire en charpente située près du pont de Piquepierre, sur l'Isère, du fait qu'il n'est pas encore achevé et que l'ont vient seulement de décider l'emplacement de la gare de Grenoble. 
Elle devient une gare de la Compagnie des chemins de fer du Dauphiné, lors du changement de nom de sa compagnie, officialisé par un décret du 5 décembre 1857 et elle devient la dernière gare avant celle de Grenoble le 1er juillet 1858, lors de la mise en service du viaduc de Pique Pierre et du tronçon de trois kilomètres permettant de renjoindre la gare de Grenoble. Puis elle devient une gare de la Compagnie des chemins de fer de Paris à Lyon et à la Méditerranée (PLM), lors de la parution d'un décret en 1863 permettant à cette compagnie de prendre possession des biens de la Compagnie du Dauphiné suivant le traité signé le 22 juillet 1858.
En 1911, c'est une gare de la nomenclature des gares du PLM. Dénommée Saint-Égrève-Saint-Robert, elle est ouverte au service complet de la Grande et de la Petite Vitesse, elle fait partie de la ligne de Lyon à Grenoble et à Marseille située dans la 10e section entre les gares de Voreppe et Grenoble. Il est possible d'y expédier et recevoir des dépêches privées.

### Gare de la SNCF
En fin d'année 2007, la gare n'est plus desservie que par des trains effectuant le service entre Grenoble et Saint-Marcelin via Moirans, seuls quelques trains dépassent Grenoble pour Échirolles et Grenoble-Universités-Gières.
En 2015, le transit en gare est de 54 232 voyageurs.
La gare devient une simple halte lors de la fermeture définitive de son guichet le 1er novembre 2017.

## Service des voyageurs

### Accueil
Saint-Égrève-Saint-Robert, est une halte SNCF, disposant d'un automate pour l'achat de titres de transport TER et dont les quais sont accessibles toute la journée du premier au dernier train. Elle dispose d'une salle d'attente et du service Accès plus.
Une passerelle permet le passage d'un quai à l'autre en sécurité.

### Desserte
Saint-Égrève-Saint-Robert est desservie par des trains TER Auvergne-Rhône-Alpes de la relation Valence-Ville (ou Saint-Marcellin) - Grenoble (ou Grenoble-Universités-Gières).

Installations et desserte
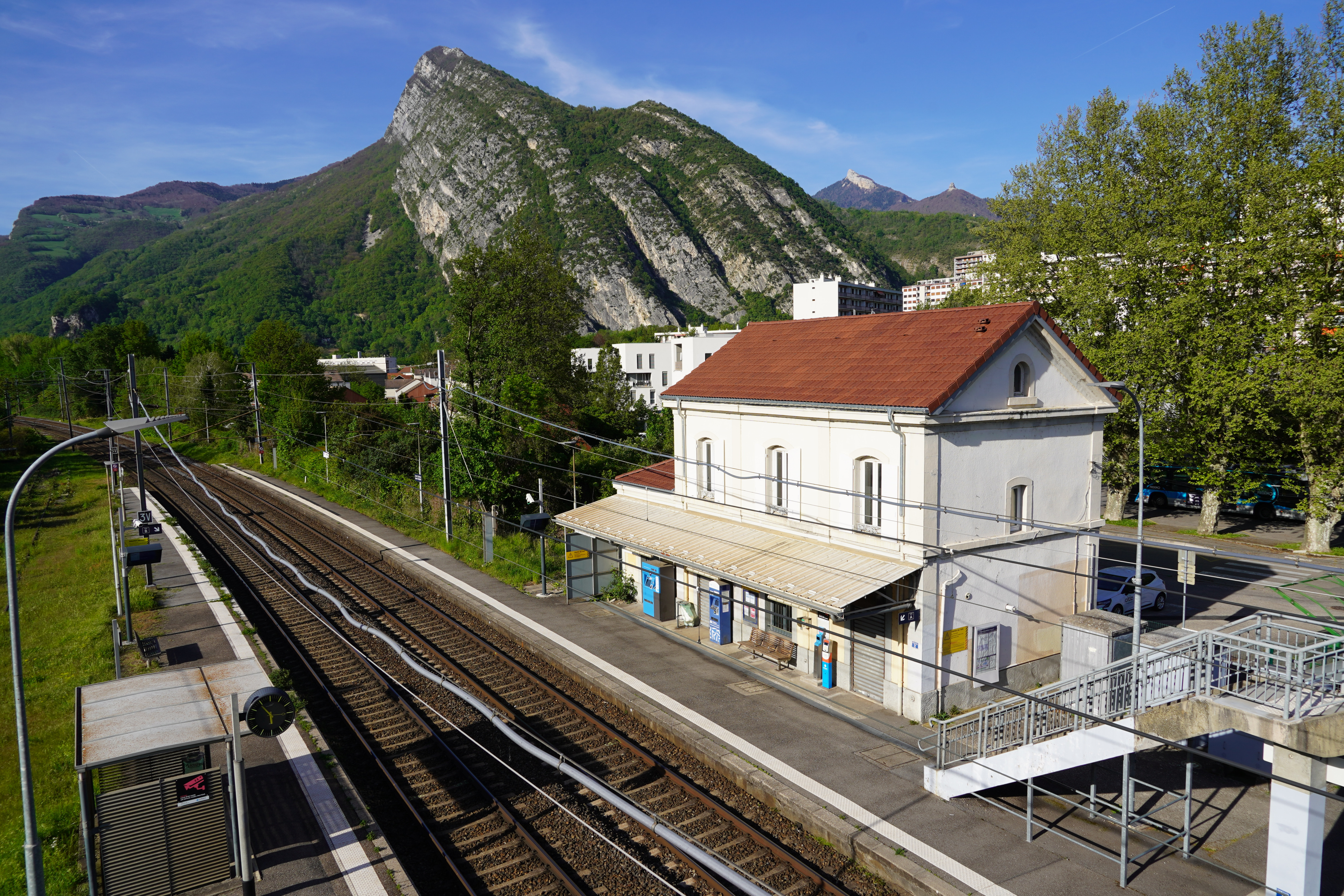
La gare vue en direction de Lyon depuis la passerelle reliant les deux quais avec le Néron en arrière-plan.
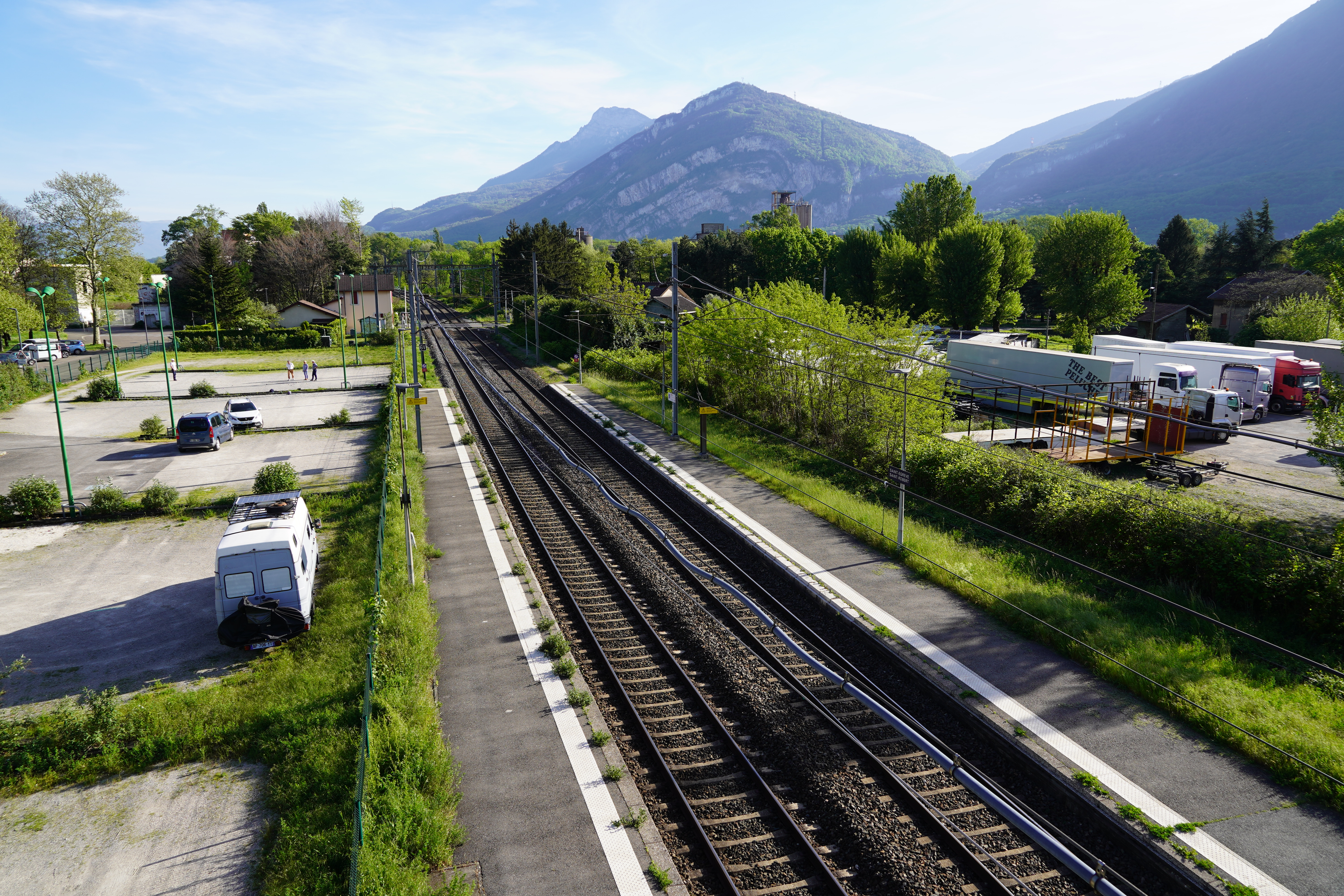
Les voies en direction de Grenoble vues depuis la passerelle.
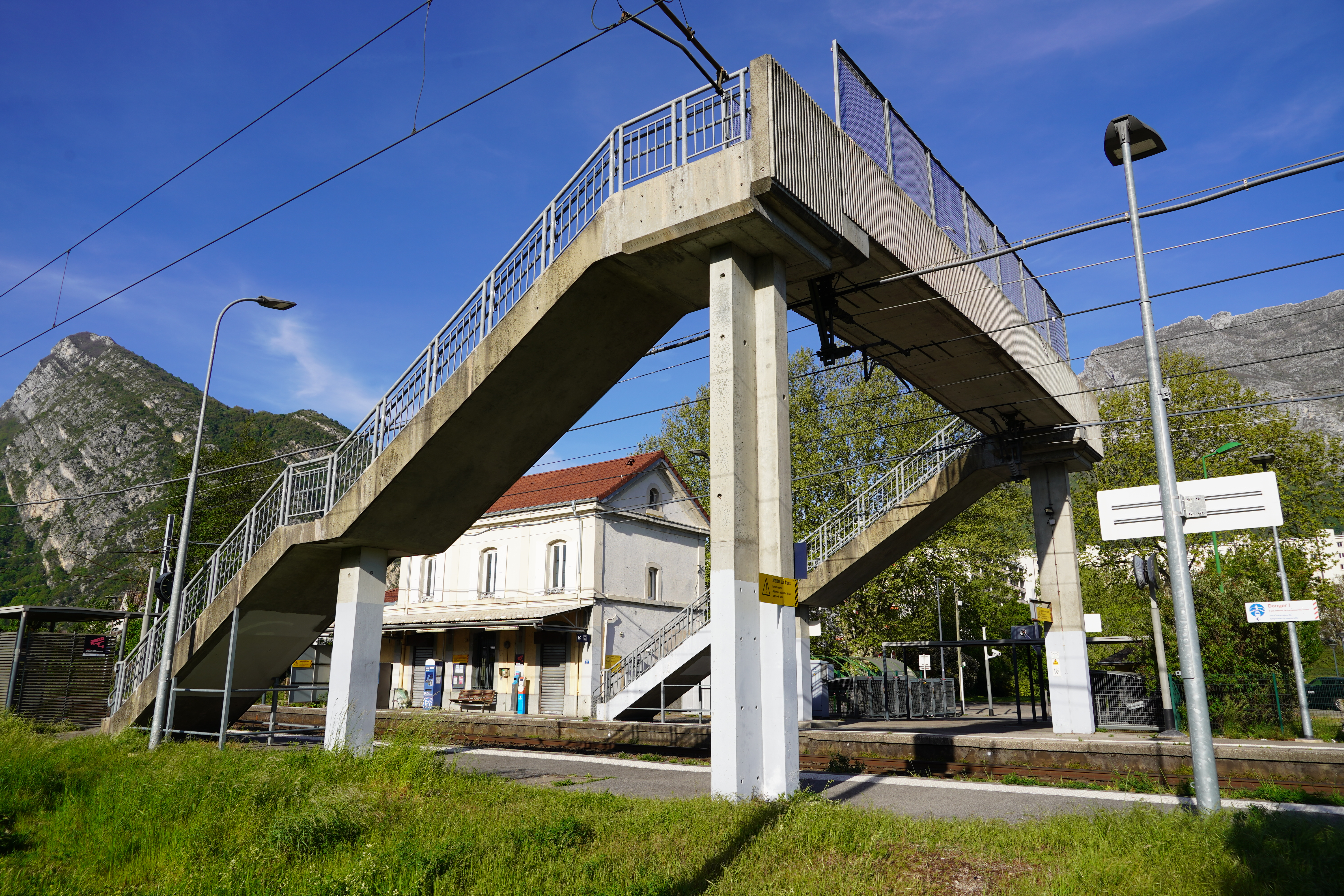
La passerelle reliant les deux quais.

### Intermodalité

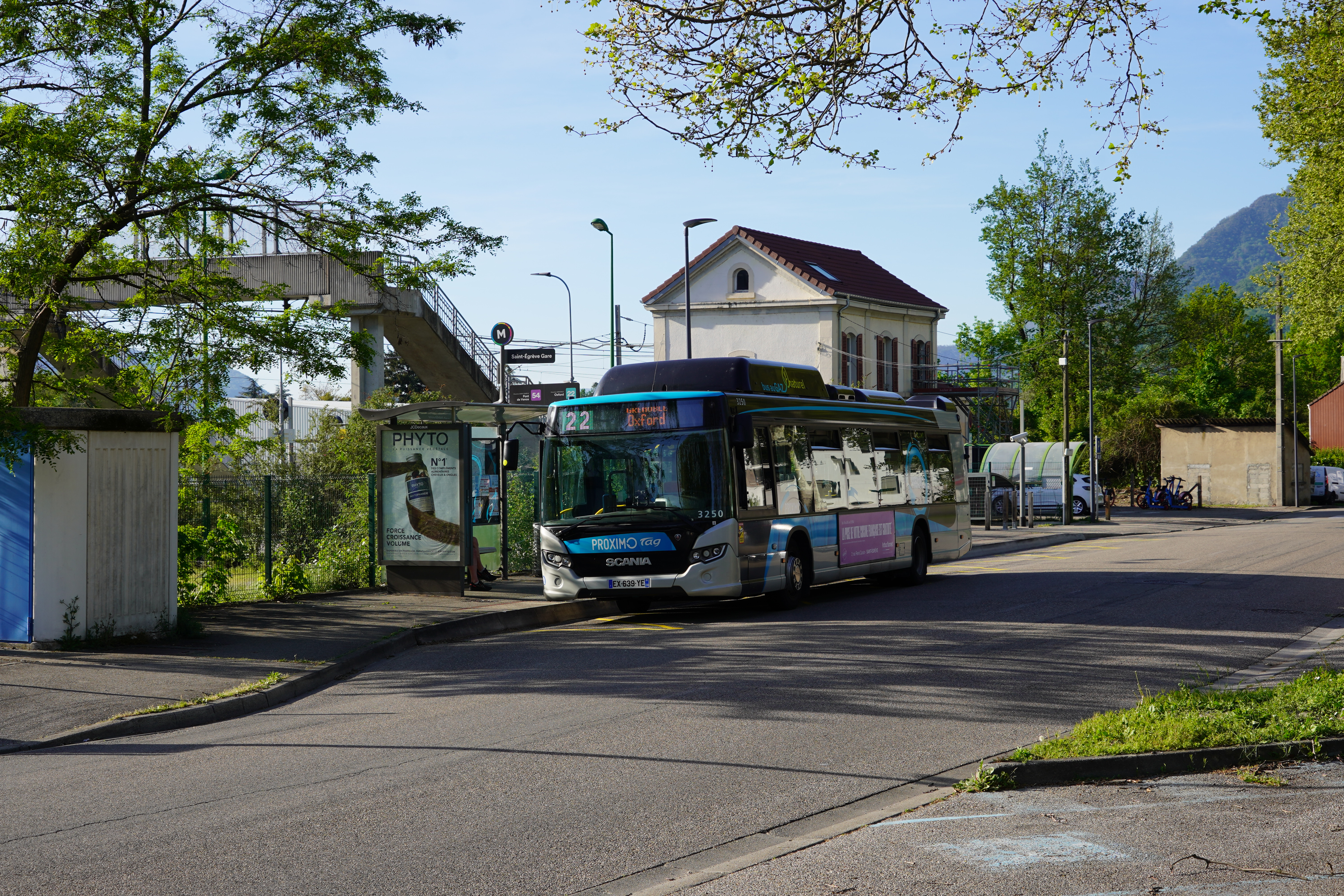
Autobus Scania Citywide LF CNG à quai au terminus Gare de Saint-Égrève. Il s'apprête à assurer un service de la ligne Proximo 22 du réseau TAG à destination de l'arrêt Oxford sur la

Elle dispose d'un parc pour les vélos et d'un parking pour les véhicules.
Elle est desservie par des bus des Transports de l'agglomération grenobloise (TAG), des lignes : 22, 51, 54 et 63.